# Wetmoreralle
Die Wetmoreralle (Rallus wetmorei) ist eine seltene Vogelart aus der Familie der Rallen. Sie ist in Venezuela endemisch. Das Artepitheton ehrt den US-amerikanischen Ornithologen Alexander Wetmore.

## Merkmale
Die Wetmoreralle erreicht eine Größe von 24 bis 27 Zentimetern. Das Gefieder ist überwiegend braun. Der Scheitel ist oliv-braun. Über den Augen verläuft ein heller rehbrauner Überaugenstreif. Die Zügel sind dunkelgrau. Das übrige Gesicht ist stumpf ockerbraun. Die Oberseite und der Schwanz sind ockerbraun mit schwarz-braunen Stricheln. Die Oberflügeldecken sind mehr einfarbig. Die Schirmfedern sind dunkelbraun. Das Kinn ist weißlich lohfarben. Die Kehle ist ockerbraun. Die Unterseite ist ockerbraun und zeigt keine Strähnenmuster. Der Unterbauch ist mehr rosa ockerbraun. Die Unterschwanzdecken können manchmal weißlich sein. Die Iris ist rötlich-braun. Der relativ gerade, dünne Schnabel ist dunkeloliv. Die Basis des Unterschnabels ist heller braun. Die Beine sind oliv-braun.

## Vorkommen
Die Wetmoreralle ist auf ein kleines Gebiet an der Nordküste von Venezuela beschränkt, wo sie in der Vergangenheit an höchstens neun Fundorten und in den letzten Jahren nur noch im östlichen Falcón, im nördlichen Carabobo, in Aragua und in Zulia nachgewiesen wurde. Bei ihrer Entdeckung war sie zumindest lokal häufig. 1944 und 1945 wurden 11 Exemplare bei Puerto Cabello/San Esteban gefangen. Im Mai 1951 wurden 11 Exemplare bei Tucacas gesammelt. Sie kommt noch immer in Tucacas vor, wo im Juni 1999 sechs Paare beobachtet wurden. Der letzte Nachweis in Falcón war im Jahre 1986 im Reserva de Fauna Silvestre de Cuare. Ein Exemplar wurde im Jahre 2000 an der Las-Peonias-Lagune nahe Maracaibo in Zulia gesichtet. Die neuesten Nachweise in Aragua waren ein Paar bei Playa de Cata 15 Kilometer östlich von La Ciénaga im April 1991 und je ein Paar im Henri-Pittier-Nationalpark in den Jahren 1991 und 1993. In Carabobo ist die Wetmoreralle seit 1945 nicht mehr gesichtet worden.

## Lebensraum und Lebensweise
Die Wetmoreralle ist offenbar standorttreu und bewohnt Küstenmangrovewälder, flache Salzwasser- und saisonal überschwemmte Brackwasserlagunen sowie Marschland, das von halophytischer Vegetation, darunter Batis maritima, dominiert ist. Die Lebensweise der Wetmoreralle ist kaum erforscht. Die Brutzeit beginnt vermutlich im April oder Mai.

## Bestand und Gefährdung
BirdLife International klassifiziert die Wetmoreralle in die Kategorie „stark gefährdet“ (endangered) und schätzt den Bestand auf 250 bis 1000 Exemplare. Als Hauptgefährdung gilt die Zerstörung der Mangrovenlebensräume durch den Bau von Siedlungen sowie durch die fortschreitende Ölförderung. Das Reserva de Fauna Silvestre de Cuare ist durch illegale Siedlungen, durch den Bau von Hotels, durch den Tourismus, illegales Jagen, Verschmutzung durch Haushaltsabwässer, Pestizide und Quecksilber, durch eine geplante Golfanlage sowie durch Beschränkungen der Wasserströmung durch den Straßenbau gefährdet. Entwicklungsprojekte bedrohen die Küstenfeuchtgebiete von San Esteban und im Henri-Pittier-Nationalpark. Die Playa-de-Cata-Lagune wurde durch einen Damm vom Meer abgeschnitten, um den Strand für den Tourismus zu erschließen.